# Константиновка (Николаевский район)
В Хабаровском районе тоже есть село Константиновка.
Константи́новка — село в Николаевском районе Хабаровского края. Административный центр Константиновского сельского поселения. Расположено на правом берегу реки Амур, недалеко от её устья, в 9 километрах (на противоположном берегу) от районного центра — города Николаевск-на-Амуре.
В состав «Муниципальное образование сельское поселение Константиновка» входит село Подгорное (середина 30-х гг. XX в.)
В настоящее время в селе находится сезонные базы рыбодобывающих предприятий, склады и причалы для погрузки леса на морские суда, Автозаправочная станция, в Подгорном расположена гостиница-ресторан, функционирует детский сад и средняя общеобразовательная школа.

## История
Село основано в 1910 (по другим данным — в 1902) году эстонскими переселенцами с острова Сахалин и из Эстонии.
В середине 1980-х годов в село Константиновка территориально влилось село Зубаревская Падь, основанное корейцами в 1896 году. К началу 1990-х в селе располагались крупнейшее в районе лесозаготовительное предприятие, несколько лесоперерабатывающих, цех (филиал Николаевского-на-Амуре Судостроительного завода) по изготовлению и ремонту трансформаторов, электродвигателей, генераторных установок, дорожное строительно-ремонтное управление.

## Население
| 2002 | 2010 | 2011 | 2012 | 2021 |
| ---- | ---- | ---- | ---- | ---- |
| 908  | ↘594 | ↘590 | ↘542 | ↘435 |

## Экономика
Основу экономики села составляет заготовка леса, рыболовство. В селе расположено крупное лесозаготовительное предприятия Хабаровского края и местное предприятие жилищно-коммунального хозяйства, обслуживающее село. В навигационный период организовано пассажирское и грузовое судоходство, паромное сообщение с г. Николаевском-на-Амуре, в зимний период ледовая переправа.